# Escola rural
L'escola rural o escola de poble és cadascuna de les escoles que no arriben a tenir tots els nivells educatius, malgrat tenir o estar en disposició d'acollir tots els nivells i, per tant, sense arribar a tenir una aula per a cadascun dels nivells i permetre l'organització d'una escola graduada.
L'escola de poble o escola rural es poden classificar segons la seva dimensió en escola unitària i cíclica. La primera, disposa d'una a tres unitats per atendre a tots els nivells educatius d'educació infantil i primària. La cíclica, és la que disposa de més de tres unitats per atendre a tots els nivells educatius d'infantil i primària però que no arriba a oferir una aula per nivell. Les situacions poden ser extremadament variades, però en cap cas s'arriba a disposar de la plantilla de les escoles d'una línia.

## A Catalunya

### Zones escolars rurals
Moltes escoles rurals catalanes des del 1988 es troben agrupades en les anomenades Zones Escolars Rurals (ZER). Una ZER és una agrupació d'escoles de diversos pobles petits: Una zona escolar rural. Són institucions escolars de caràcter públic formades per l'agrupació d'escoles d'educació infantil i primària d'estructura unitària o cíclica. Es constitueixen amb la finalitat d'oferir el servei d'ensenyament en condicions de major qualitat. Es consideren com un centre únic, segons el decret d'autonomia de centres, amb els efectes que determina aquella disposició, es respecta la identitat jurídica de les escoles que la integren.
Totes les escoles agrupades en una ZER comparteixen el projecte educatiu, les normes d'organització i funcionament, la programació i la memòria general anual, que ha de respectar la singularitat de cadascuna de les escoles. Les escoles rurals treballen tota mena d'aprenentatges a partir de projectes i treballs cooperatius.
Amb tot, a Catalunya hi ha 60 escoles rurals que no pertanyen a cap Zona Escolar Rural.

### Agrupaments funcionals
Un agrupament funcional és un conjunt de centres públics unitaris i cíclics d'educació infantil i primària que comparteixen recursos humans. Les seves característiques són les següents: els agrupaments escolars no tenen estructura jurídica pròpia, no comparteixen projectes ni cap altre instrument de gestió ni òrgan de govern i finalment, els recursos humans que vagin destinats a un agrupament funcional es nomenaran els serveis educatius de referència d'aquell agrupament rural.

## A Mallorca
A Mallorca, la millora dels transports i la densitat de població fa que actualment no hi hagi cap escola rural. Amb tot, històricament n'hi ha hagudes una quinzena, sobretot al Migjorn i el Llevant.
Les primeres escoles rurals es construïren a la dècada de 1920 per iniciativa de l'inspector Joan Capó i Valls de Padrines. A Manacor se'n crearen quatre: la de Son Negre, la de la Murtera (al camí de la Murtera), la de l'Espinagar (vora la torre de l'Espinagar) i la del Puig d'Alanar, creades a partir de 1926. També d'aquesta època és l'escola de Son Negre de Felanitx (1925).
Posteriorment, durant la Segona República hi hagué una nova onada de creacions d'escoles rurals. A Felanitx, el batle Pere Oliver i Domenge promogué la creació de cinc escoles rurals més: la de Portocolom (1935), la de Cals Concos (1934), la de Son Mesquida (1935), la del Carritxó, la de Son Valls i la de Son Proenç. A més, també es crearen les de Son Macià (1931) a Manacor i les del Palmer i Ca n'Estela o Son Catlar a Campos (1931).
Totes aquestes escoles varen perviure fins a la dècada de 1970, quan una nova llei educativa imposà el tancament de les escoles amb un nombre massa baix d'alumnes; solament han perviscut les que, al llarg dels anys, han consolidat un nucli urbà: Portocolom (CEIP s'Algar), Cals Concos (CEIP Migjorn) i Son Macià (CEIP Mestre Pere Garau). Pel que fa a la resta, els edificis s'han convertit generalment en espais municipals com a locals socials i cases de colònies (el Palmer, Ca n'Estela, la Murtera, el Puig d'Alanar, Son Negre de Manacor i de Felanitx, i Son Proenç), mentre que d'altres han estat venudes a particulars (el Carritxó, Son Mesquida). En els casos de Son Valls i l'Espinagar, els edificis caigueren en abandó, i recentment els ajuntaments s'han emprès projectes de rehabilitació per a nous equipaments.

## A Menorca
A Menorca, la República també promogué la creació d'escoles rurals, però en aquest cas el projecte continuà durant el Franquisme fins a la creació d'un total de 18 escoles rurals que hi havia a la dècada de 1950. Com a Mallorca, moltes tancaren els anys setanta, i actualment solament en roman una.